# NOS1AP

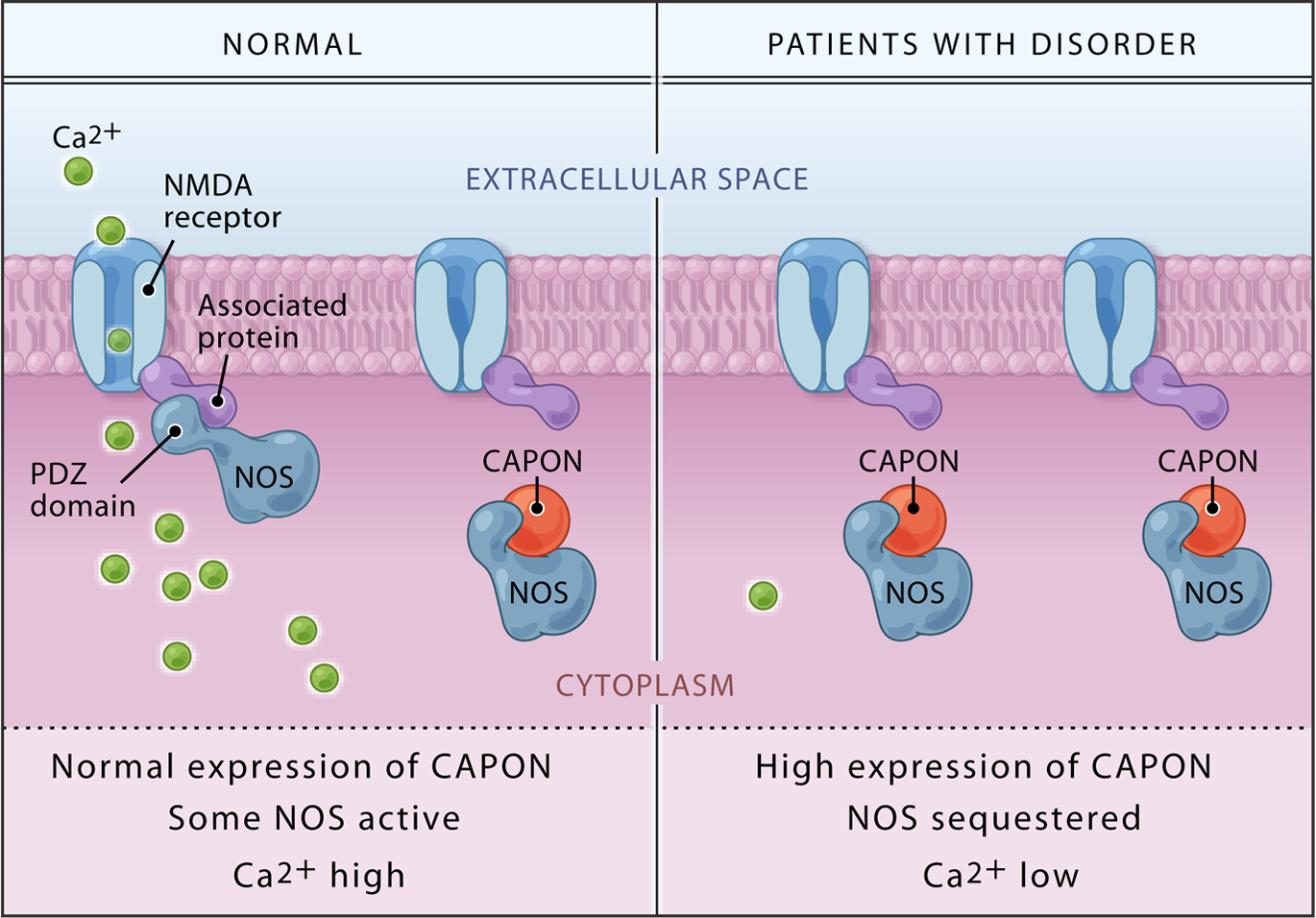
Иллюстрация из заметки (Eastwood 2005), автор которой популярно рассказывает об исследовании Xu et al., вышедшем в том же номере, и размышляет о возможной связи повышенного уровня NOS1AP с глутаматными механизмами шизофрении и биполярного расстройства. Предположительно, связываясь с CAPON (старое название NOS1AP), нейрональная синтаза оксида азота (NOS1) образует меньше комплексов с NMDA-рецепторами, и это снижает NMDA-опосредованный приток кальция и деактивирует каталитическую деятельность NOS.

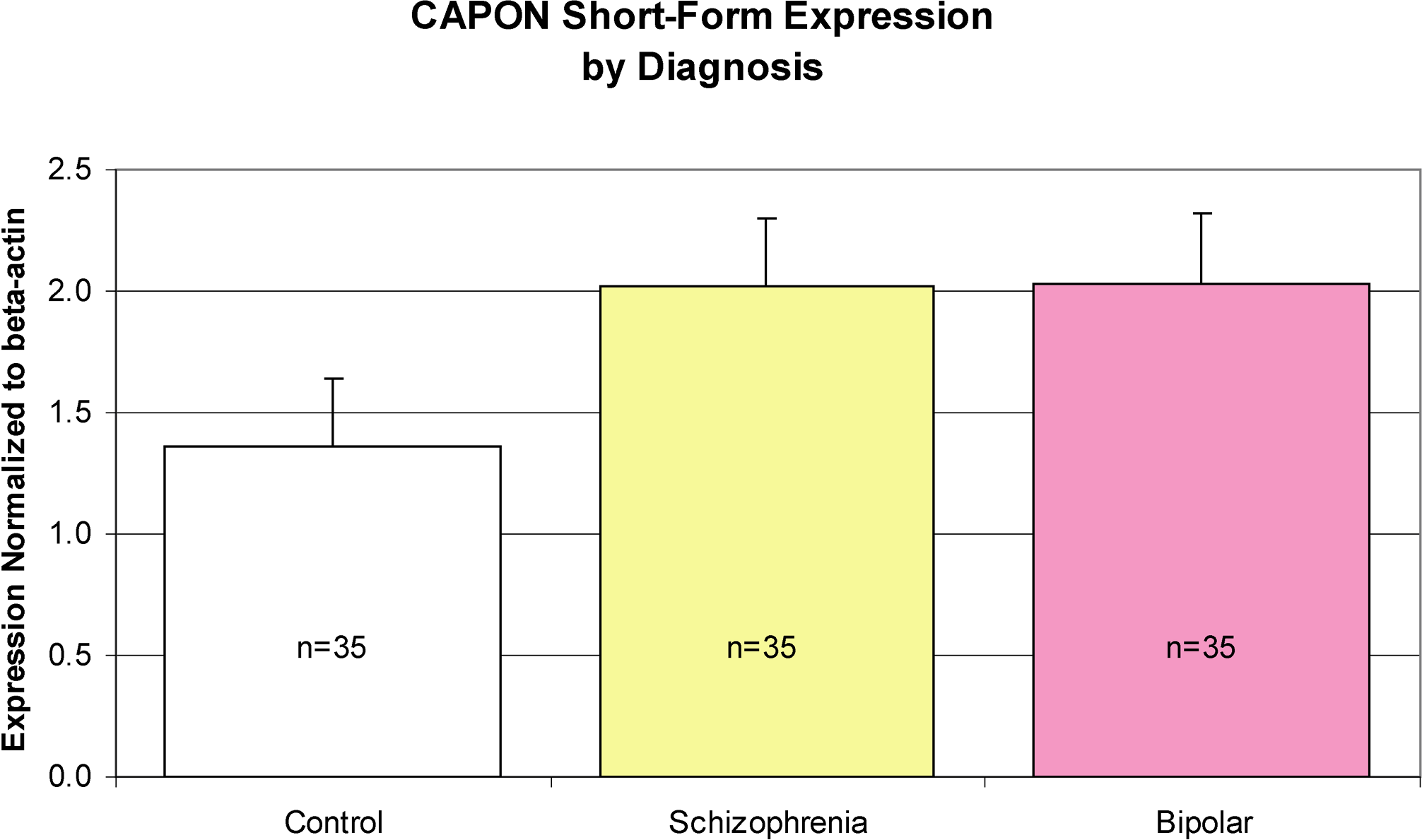
Повышенная экспрессия короткой формы NOS1AP (CAPON) в посмертных образцах мозга больных шизофренией и биполярным расстройством. Иллюстрация из статьи Xu et al., 2005.

Адаптерный белок синтазы оксида азота-1 (нейрональной) (англ. Nitric oxide synthase 1 (neuronal) adaptor protein, NOS1AP) — цитозольный белок, связывающий сигнальную молекулу nNOS. На C-окончании содержит PDZ-связывающий домен, взаимодействующий с nNOS, а на N-окончании — PTB-домен, взаимодействующий с малым мономерным G-белком DEXRAS1. Исследования на животных показывают, что NOS1AP является адаптерным белком, связывающим nNOS с некоторыми другими белками, такими как DEXRAS1 и синапсины.
Ген NOS1AP, изначально названный CAPON, был впервые описан в 1998 году.
Исследования животных говорят о том, что экспрессия белка преобладает в мозге, причем она неоднородна: наибольшая концентрация отмечена в коре и продолговатом мозге, наименьшая — в гиппокампе.

## Роль в медицине
В 2006 году была отмечена ассоциация вариаций гена NOS1AP с удлинением QT-интервала, впоследствии реплицированная другими исследователями.
В одном исследовании отмечена ассоциация вариаций гена с синдромом внезапной детской смерти.

### Шизофрения
В некоторых исследованиях отмечается ассоциация гена NOS1AP с шизофренией, в других такой ассоциации не обнаруживается. Большая часть работ, в которых анализируется отношение NOS1AP и шизофрении, проводится группой профессора Линды Бржустович из Университета Рутгерс.
В одном посмертном исследовании авторами была отмечена повышенная экспрессия мРНК короткой формы белка в дорсолатеральной префронтальной коре лиц, страдавших от шизофрении и биполярного расстройства. Известно, что экспрессия длинной формы в значительной степени изменяется под действием психотропных препаратов, и авторы отмечают возможность ложного результата, поскольку почти все исследуемые получали медикаменты. В случае, если уровень белка повышен вследствие болезни, а не терапии, может оказаться верной и предполагаемая связь такого повышения с «глутаматной гипотезой» шизофрении, обуславливающей расстройство недостаточной активацией NMDA-рецептора. В 2009 году группа Бржустович осуществила анализ полиморфизмов в некодирующих участках гена; наиболее «близкие» к расстройству варианты гена были перенесены в нейрональные клеточные культуры, и один из них показал повышенную экспрессию белка. По предположениям исследователей, это может быть еще одним свидетельством в пользу связи гена с расстройствами психики. При этом следует отметить, что в случае с полигенным расстройством или группой расстройств, объединяемых под именем «шизофрения», вариации одного из генов-кандидатов играют лишь небольшую роль в общем риске расстройства.